# Juan de Juanes
Juan de Juanes (Fuente la Higuera c. 1503/1505-Bocairente, 21 de diciembre de 1579), nombre por el que se conoce a Vicente Juan Masip, fue un pintor español del Renacimiento, hijo de Juan Vicente Macip.

## Vida y obra
Sus primeras obras las realiza junto a su padre, lo que ha creado serios problemas para determinar la autoría de las obras anteriores a 1550, fecha de la muerte de Macip. Es especialmente problemática la atribución de los paneles del Retablo de la Catedral de Segorbe.
Formado en el taller paterno, en 1534 se encargó ya en solitario del retablo de San Eloy en la iglesia de Santa Catalina, dañado en un incendio en 1584 y copiado por Francisco Ribalta. De él subsiste únicamente la tabla de la Consagración de san Eloy como obispo de Noyon, conservada en el Museo de la Universidad de Tucson, la primera obra plenamente autógrafa que se le puede asignar. Se conjetura si Juanes estudió en Italia, pues recibió la influencia de la pintura de dicho país, especialmente de Sebastiano del Piombo. Los historiadores tienden a pensar que nunca salió de España y que, como su padre, absorbió esas influencias observando las pinturas extranjeras que llegaban al Reino de Valencia. Concretamente, de Sebastiano del Piombo, existían varias obras importantes, que fueron copiadas e imitadas por múltiples artistas. Se ignora cuándo se casó con Jerónima Comes, dama emparentada con el compositor Juan Bautista Comes, maestro organista de la Capilla Real en Madrid y en la Catedral de Valencia, de la que tuvo tres hijos.
En la Valencia de su época Juan de Juanes fue el pintor de mayor relevancia, en contacto con los círculos humanísticos de la ciudad, de suerte que él mismo latinizó su nombre. Dedicado fundamentalmente a la iconografía religiosa y sin apenas obra profana, entre sus trabajos destacan La Santa Cena, San Sebastián en la sinagoga, La Sagrada Familia, el retablo de la Iglesia de Fuente la Higuera, Asunción de Nuestra Señora, las Bodas místicas del Venerable Agnesio (buen ejemplo del Renacimiento), el retrato del Venerable donante y La Inmaculada Concepción, que es considerada como su obra maestra, como predecesora de la tipología iconográfica que Francisco Pacheco, en su Arte de la pintura, expondrá como canónica. Caso único de temática mitológica con desnudos es un Juicio de Paris conservado en Údine (Italia), que hubo de ser encargado por Mencía de Mendoza.

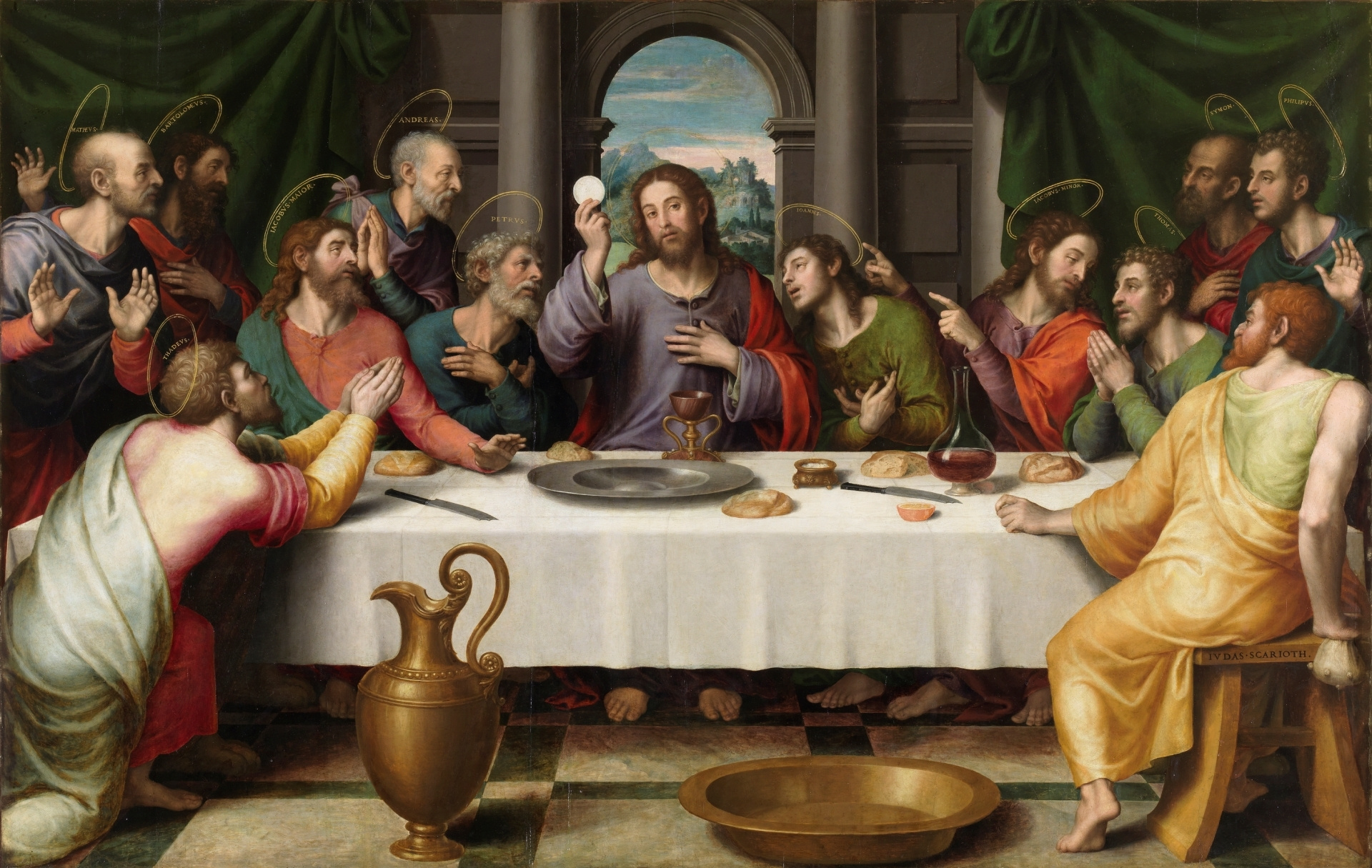
La Santa Cena (c. 1562), óleo sobre tabla, 116 × 191 cm, Museo del Prado (Madrid).

Representante del Renacimiento valenciano en una época ciertamente convulsa por motivos religiosos y políticos, De Juanes consiguió crear un estilo propio y unos tipos iconográficos que serían repetidos por sus seguidores, en especial Francisco Ribalta, a quien incluso le encomendaron copiar el destruido retablo de San Eloy en Santa Catalina de Valencia. Son importantes sus Salvadores Eucarísticos, Ecce Homos y Dolorosas. Provocó un cambio en la pintura valenciana y es el mejor representante de este ambiente prerreformista de mediados de siglo XVI. También hizo cartones para tapices, como los encargados por Santo Tomás de Villanueva en Flandes con escenas de la Virgen, de los cuales informa Miguel Bartolomé Salón en su biografía del santo.
Otras obras dignas de mención son: la vera effigies del arzobispo de Valencia Santo Tomás de Villanueva (Sala Capitular del Catedral de Valencia), las tablas sobre san Esteban, un retrato del señor de Bicorp (todos en el Museo del Prado) y un singular Retrato de Alfonso V de Aragón (Museo de Zaragoza). El pintor falleció el 21 de diciembre de 1579 en Bocairente, pueblo cercano a su localidad natal y a donde se había trasladado hacía algún tiempo para  pintar el retablo de la iglesia parroquial, según consta en un contrato formalizado por su hijo. El día anterior a su óbito otorgó un testamento ante el notario y pintor Cristóbal Lloréns, natural de esa localidad, documento que nos ha transmitido Gregorio Mayáns y Siscar. El poeta valenciano Cristóbal de Virués, famoso autor del poema mariano El Monserrate, le dedicó un soneto "En la muerte de Juan de Juanes, famoso pintor":
No lágrimas de pena y desconsuelo / vierto, dichoso Juanes, por tu muerte, / sino de envidia y de contento en verte / partir lleno de gloria a la del cielo. / Allí verás los rostros que en el suelo / pintó tu rara mano de tal suerte / que por Divino han hecho conocerte / y ahora te levantan así en vuelo. / Y si quieres acá verte presente, / aunque ya estás do el bien eterno habita, / de tus tres hijos tu figura sea: / en pincel y colores, Juan Vicente; / en ingenio y pintura, Margarita; en discreción y gracia, Dorotea.

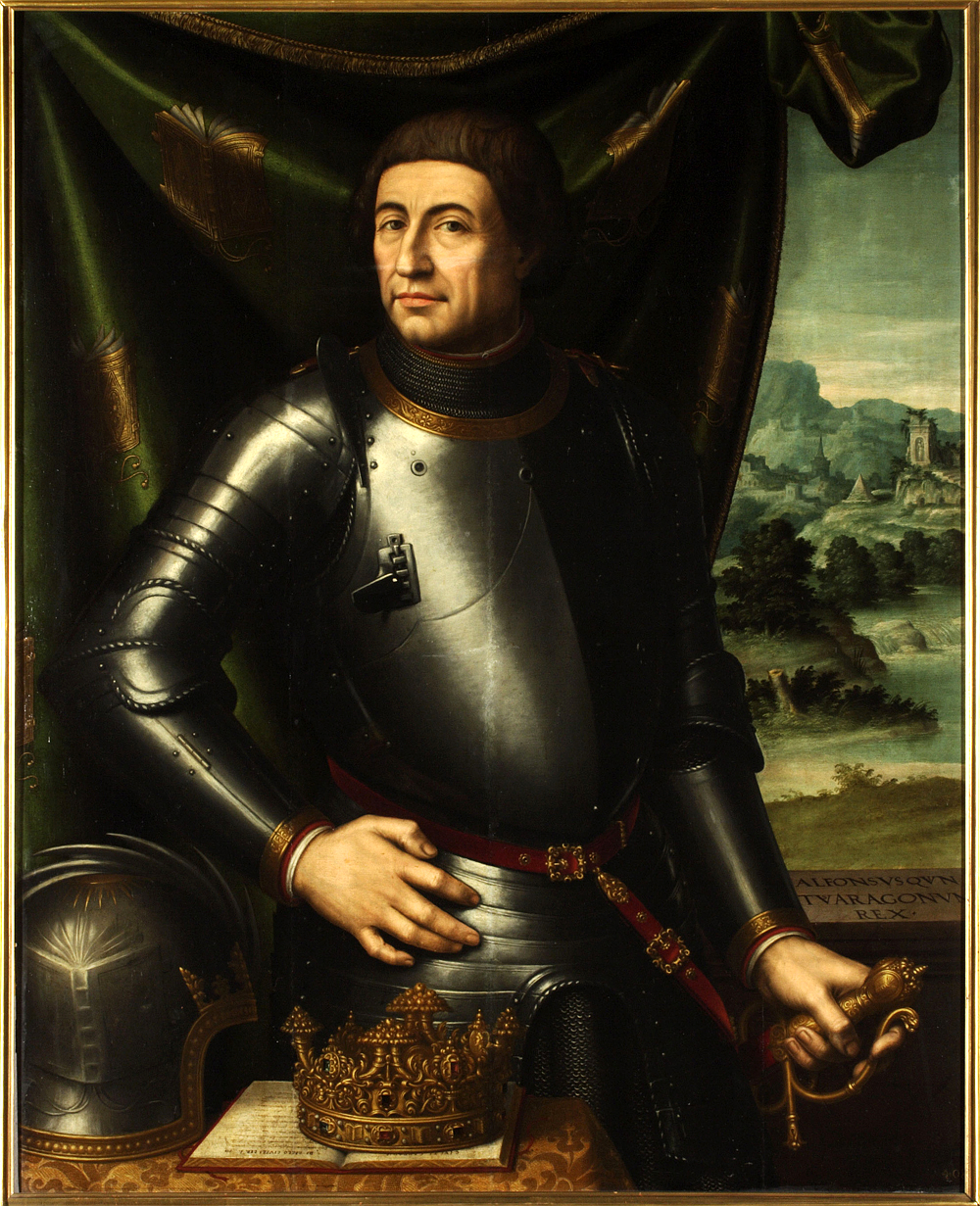
Retrato de Alfonso V de Aragón, 1557. Museo de Zaragoza.

Su obra fue continuada por su hijo Vicente Macip Comes, también conocido como Vicente Joanes (continuador de las formas familiares, como se manifiesta en una pequeña Santa Cena), y sus hijas Dorotea y Margarita Juanes, a las que se presume también la condición de pintoras, y artistas como Nicolás Borrás, Cristóbal Lloréns, Miguel Juan Porta, Mateo López o el beato Nicolás Factor. Su fama trascendió, algo extraño para un pintor; el sacerdote murciano afincado en Valencia Diego Ramírez Pagán (c. 1524-1562), confesor de las hijas del duque de Segorbe, le dedicó un soneto donde lo comparaba con Apeles y lamentaba la ausencia de un escritor de talento que ensalzase sus dotes artísticas. Gaspar Escolano (1560-1619), escribió en sus Décadas de la Historia General de Valencia: "En pintura, el gran loanes, echó la raya sobre cuantos han florecido en España, y corrió pareja con los mejores de Italia".

## Obras
- Consagración de san Eloy como obispo de Noyon, Museo de la Universidad de Tucson.
- Salvador con la hostia y el Santo Cáliz (101 x 63 cm, Museo de Bellas Artes de Budapest; es asunto repetido en la producción de Juanes y su taller en el que Cristo se representa con la supuesta reliquia del Santo Cáliz guardada en la catedral de Valencia)
- La procesión al monte Gargano (Museo de Bellas Artes de Pau, Francia)
- San Esteban en la sinagoga, Museo del Prado, proveniente del retablo de la iglesia valenciana del protomártir.
- San Esteban acusado de blasfemo, íd.
- San Esteban conducido al martirio, íd.
- Martirio de San Esteban, íd.
- Entierro de San Esteban, íd. Incluye el retrato de un hombre vestido a la moda del siglo XVI mirando al espectador, posiblemente retrato del comitente.[11]
- La sagrada cena, íd.
- El Salvador, Museo del Prado, del retablo de Fuente la Higuera
- Melquisedec, rey de Salem, íd.
- El sumo sacerdote Aarón, íd.
- Ecce Homo, Madrid.
- Retrato de don Luis Castellá de Vilanova, señor de Bicorp, Madrid.
- La Sagrada Familia, Real Academia de Bellas Artes de San Fernando.
- Santo Tomás de Villanueva, catedral de Valencia
- San Miguel y Santa Bárbara, íd.
- El santo Ángel Custodio, íd.
- El Salvador, íd.
- La coronación de la Virgen, Iglesia de San Nicolás de Bari y San Pedro Mártir de Valencia
- Los padres y doctores, íd.
- Las vírgenes, íd.
- San Juan Evangelista, íd.
- Los mártires, íd.
- Creación de las aves, íd.
- Creación de Adán y Eva, íd.
- Creación de los mamíferos, íd.
- La presentación de Jesús al Templo, íd.
- Aparición del resucitado a María con los Padres del Limbo, íd.
- La batalla de Manfredonia, íd.
- La caída de los ángeles, íd.
- Visita a la cueva del monte Gargano, íd. Incluye un autorretrato[cita requerida] entre las cabezas del obispo y el diácono.
- Aparición de San Miguel en el castillo de Sant'Angelo, íd.
- La Anunciación, íd.
- La Adoración de los pastores, íd.
- La Adoración de los Reyes, íd.
- El Salvador, íd.
- Cabeza de la Virgen, íd.
- El prendimiento de Jesús, íd.
- La flagelación, íd.
- La sagrada Cena, íd. (distinta de la del Museo del Prado)
- Las bodas místicas del venerable Agnesio, Museo Provincial de Bellas Artes de Valencia
- El Salvador, íd.
- La Asunción, íd.
- Ecce Homo, íd.
- San Vicente Ferrer y San Vicente mártir, íd.
- El Salvador, íd.
- Sagrada Cena, reducción de la del Museo del Prado, íd.
- La Virgen de la leche, iglesia de San Andrés de Valencia.
- San Francisco de Paula, iglesia de San Francisco de Paula de Valencia
- La Inmaculada Concepción, iglesia de la Compañía de Jesús de Valencia
- Virgen con el niño, colección particular de Valencia.
- Retrato de Alfonso V de Aragón, 1557 (Museo de Zaragoza)
- El juicio de Paris, Museo Cívico de Údine (Italia)
- Virgen con el Niño, San Juan Bautista y San Juan (Museo del Ermitage, San Petersburgo)
- San Vicente Ferrer (Museo del Ermitage, San Petersburgo),
- La Anunciación de Santa Ana (Museo del Ermitage, San Petersburgo).
- Retrato de un caballero distinguido
- Ángel turiferario
- El buen pastor
- La Virgen sedente
- La Magdalena al pie de la cruz